# Trainer des Jahres (DOSB)

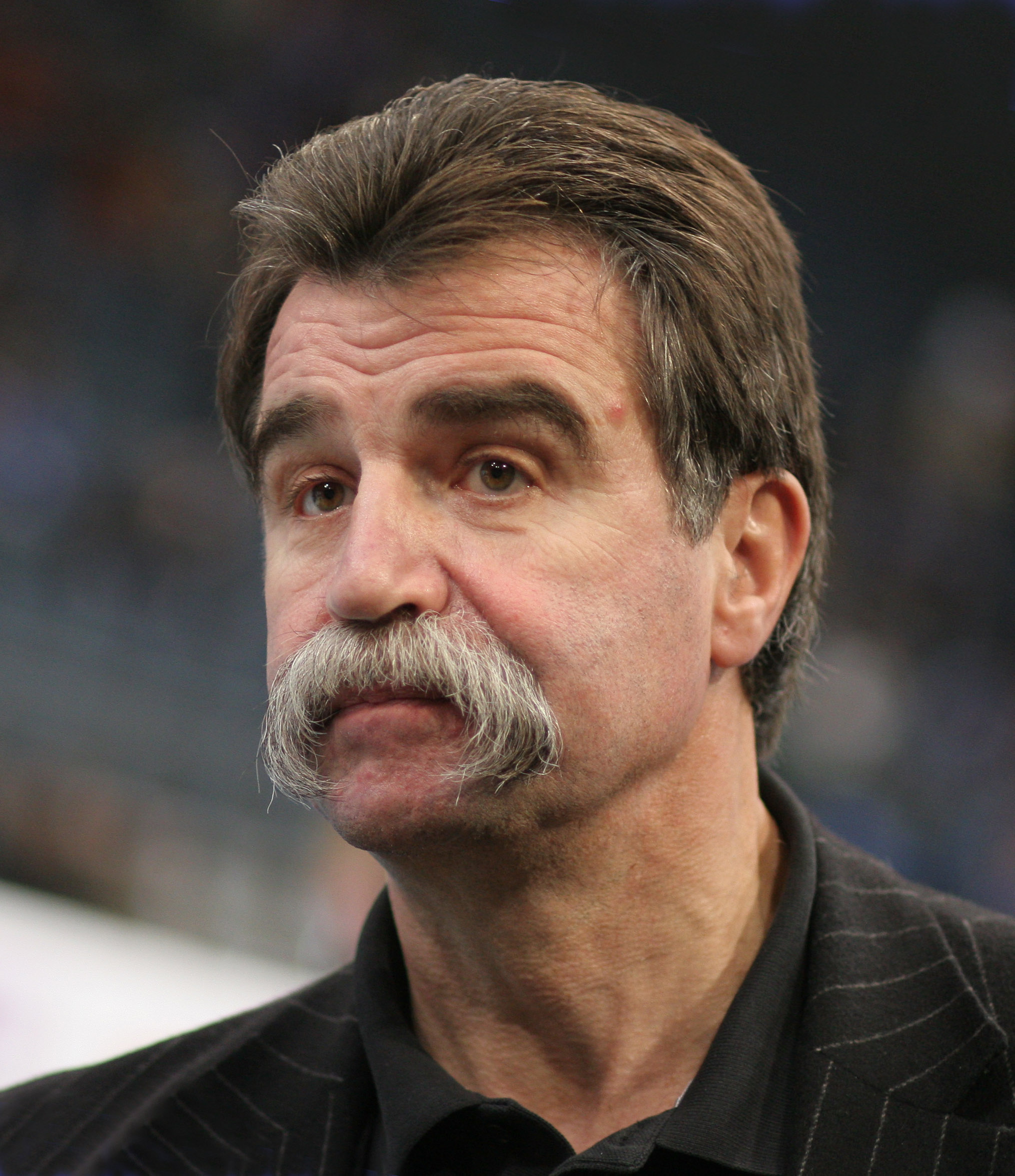
Trainer des Jahres 2007:
Heiner Brand

Die Auszeichnung Trainer des Jahres wird jährlich vom Deutschen Olympischen Sportbund (DOSB) für besonders verdiente Trainer im Bereich des Spitzensports vergeben.
Der DOSB entschied sich 2005 im Rahmen seiner Initiative „Trainer-Offensive für deutschen Spitzensport“ diese Auszeichnung zu schaffen. Der DOSB möchte damit die Attraktivität des Trainerberufs erhöhen und für öffentliche Aufmerksamkeit sorgen. Der Preis ist mit 10.000 Euro dotiert.
Die Ehrung wurde bis 2010 im Rahmen der Mitgliederversammlung des DOSB vorgenommen. Seit 2011 ist sie Bestandteil der Sportler-des-Jahres-Gala in Baden-Baden.
Erster Preisträger war 2006 Raimund Bethge, der Cheftrainer des Bob- und Schlittenverbands für Deutschland. Bei den Olympischen Winterspielen in Turin 2006 holten die deutschen Bobsportler unter seiner Verantwortung drei Goldmedaillen. Seit Bethges Ernennung zum Cheftrainer erzielten von ihm betreute Sportler 102 Medaillen.
2007 wurde der Preis an den Cheftrainer der deutschen Männer-Handballnationalmannschaft Heiner Brand vergeben. Die Handballer konnten unter seiner Führung 2007 den Weltmeister-Titel erlangen. Der DOSB würdigte auch Brands Engagement als Vorsitzender des DSB-Trainerbeirats bis 2006.
Der DOSB ehrte 2008 mit dem Titel den Kanutrainer Rolf-Dieter Amend. Amend ist seit 1991 als Bundestrainer im Deutschen Kanu-Verband verantwortlich für die Kajak Herren. Von ihm trainierte Sportler führte der Bundestrainer zu sechs Weltmeistertiteln und acht Olympiamedaillen, darunter fünf Goldmedaillen.
2009 wurde Kim Raisner (Moderner Fünfkampf), 2010 Uwe Müssiggang (Biathlon) und 2011 Markus Weise (Hockey) ausgezeichnet. Im Jahr 2012 ging die Auszeichnung an Hans Melzer, einen der deutschen Bundestrainer im Vielseitigkeitsreiten. In seiner Amtszeit erreichten die deutsche Vielseitigkeitsreiter bei den Olympischen Spielen 2008 und 2012 sowohl die Einzel- als auch die Mannschaftsgoldmedaille, auch Welt- und Europameisterschaften verliefen erfolgreich.
Seit 2021 bekommt die Ehrung jeweils eine Trainerin und ein Trainer.

## Liste der Trainer des Jahres

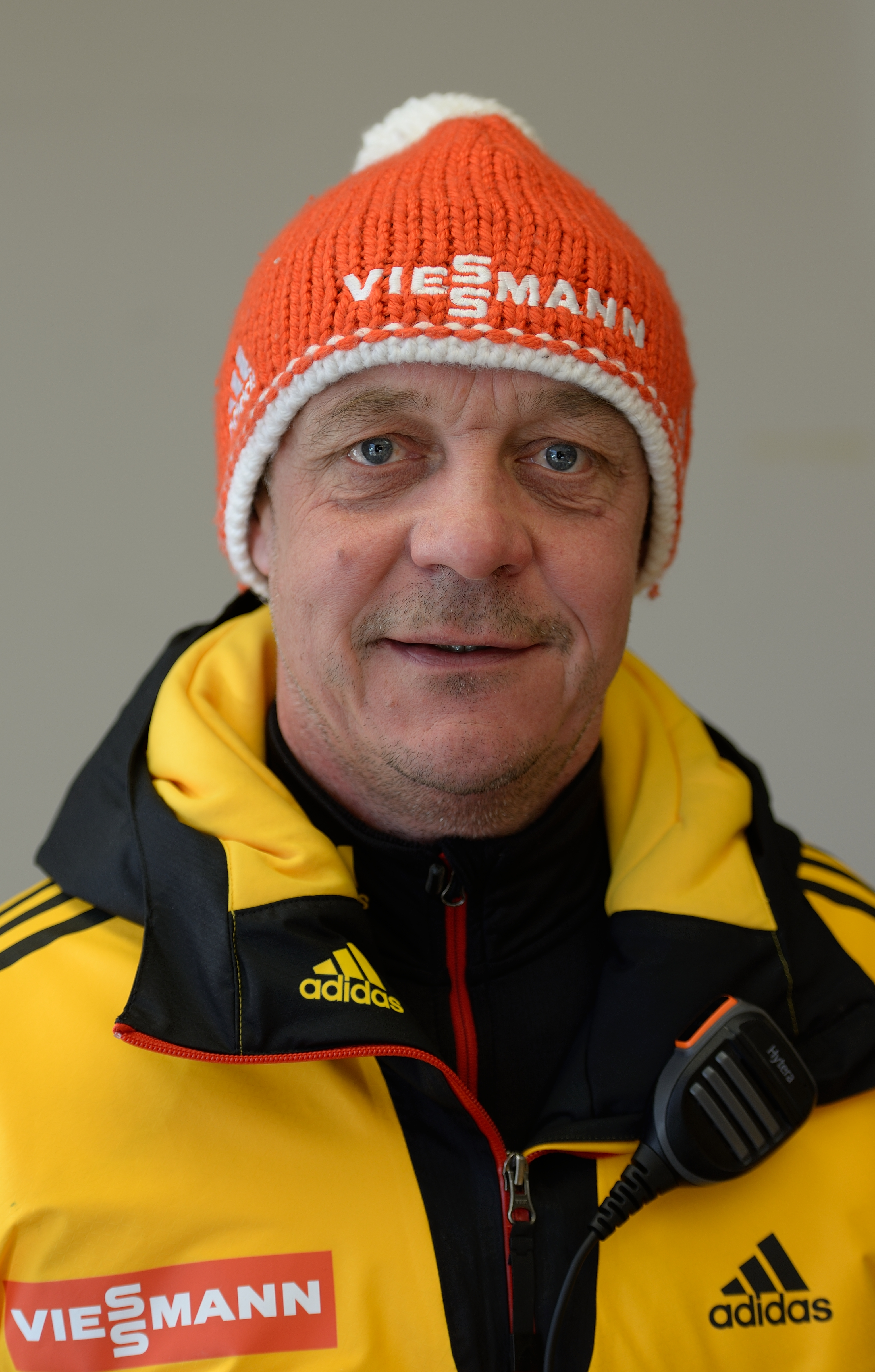
Trainer des Jahres 2014:
Norbert Loch

- 2006: Raimund Bethge (Bob- und Schlittensport)
- 2007: Heiner Brand (Handball)
- 2008: Rolf-Dieter Amend (Kanurennsport)
- 2009: Kim Raisner (Moderner Fünfkampf)
- 2010: Uwe Müssiggang (Biathlon)
- 2011: Markus Weise (Hockey)
- 2012: Ralf Holtmeyer (Rudern) und Hans Melzer (Vielseitigkeitsreiten)
- 2013: Silvia Neid (Fußball) und Hermann Weinbuch (Nordische Kombination)
- 2014: Norbert Loch (Rodeln)
- 2015: Justus Wolf (Paraski alpin)[9]
- 2016: Reiner Kießler (Kanurennsport)[10]
- 2017: Jürgen Wagner (Beachvolleyball)
- 2018: Detlef Uibel (Bahnradsport)[11]
- 2019: Andreas Bauer (Skispringen)[12]
- 2020: Bernd Berkhahn (Schwimmen)[13]
- 2021: Sabine Tschäge (Rudern) und Jörg Roßkopf (Tischtennis)[14]
- 2022: Yulia Raskina (Rhythmische Sportgymnastik) und René Spies (Bobsport)[15]
- 2023: Isabell Sawade (Rhythmische Sportgymnastik) und Gordon Herbert (Basketball)[16]
- 2024: Ute Schinkitz (Para-Schwimmen) und Samir Suliman (3×3-Basketball)[17]